# Сакулін Павло Микитович
Сакулін Павло Микитович (1 (13) листопада 1868, с. Воскресенське, Самарська губернія — 7 вересня 1930, поїзд «Москва — Ленінград») — російський і радянський літературознавець.
Доктор російської мови і словесності. Почесний член ГАХН (1927). Академік АН СРСР (12.01.1929, член-кореспондент АН СРСР c 01.12.1923), в останні роки життя — директор Пушкінського Дому.
Народився в сім'ї заможного селянина-старообрядця, батько якого був кріпаком саратовського поміщика князя Щербатова. Мати походила з міщан Сизрані.
Навчався в Самарській гімназії (1878—1887); закінчивши її з золотою медаллю, вступив на словесне відділення історико-філологічного факультету Московського університету. У 1890 році за участь у студентських заворушеннях був заарештований, проте закінчив університет в 1891 році з дипломом 1-го ступеня. Став викладати російську мову і словесність в різних середніх навчальних закладах: переважно в реальному училищі І. І. Фідлера, також в Московському училищі ордена Св. Катерини (1897—1901), на Луб'янських торгових курсах Московського товариства розповсюдження комерційної освіти. Нагороджений орденом Станіслава 3-го ступеня (1898).
У 1902 року, після здачі магістерського іспиту, був прийнятий в число приват-доцентів Московського університету, де читав лекції і вів семінари по новій російській літературі. Одночасно викладав на курсах Товариства народних університетів, на Педагогічних курсах Товариства виховательок і вчительок, на Вищих жіночих курсах і в університеті імені Шанявського.
Виступав проти крайнощів самодержавної реакції; його літературно-публіцистична стаття («Як йшло наше життя за останні сто років», 1906), що містила прозорі випади проти політики царизму, була конфіскована поліцією, а сам він в 1907 році був присуджений до сплати штрафу за лекції на літніх учительських курсах і позбавлений права читати публічні лекції. У лютому 1911 року разом з багатьма іншими викладачами покинув Московський університет на знак протесту проти політики міністра освіти Л. А. Кассо.
З 1917 року — ординарний професор Московського університету (після ліквідації філологічного факультету в 1921 році викладав на літературно-мистецькому та етно-лінгвістичному відділеннях факультету суспільних наук), одночасно він знову викладав на Московських вищих жіночих курсах. У 1924 році, залишивши Московський університет (1-й МГУ), зайняв професорську посаду на літературно-лінгвістичному відділенні педагогічного факультету 2-го МГУ. За сумісництвом працював в Науково-дослідному інституті мовознавства та літератури (голова секції літератури), в Народному комісаріаті освіти, а також викладав на драматичних курсах Малого театру.
У 1921 році обраний останнім головою Товариства любителів російської словесності. Очолював радянську делегацію на I конгресі філологів-славістів у Празі (1929). Очолював комітет зі спорудження в Москві пам'ятника О. М. Островському.